# Алькоухате
Алькоухате (ісп. Alcohujate) — муніципалітет в Іспанії, у складі автономної спільноти Кастилія-Ла-Манча, у провінції Куенка. Населення — 41 особа (2010).
Муніципалітет розташований на відстані близько 90 км на схід від Мадрида, 55 км на північний захід від Куенки.

## Демографія
Динаміка населення (INE ):